# 파르마 공녀 이사벨라
파르마 공녀 이사벨라(Maria Isabella von Bourbon-Parma, 1741년 12월 31일 ~ 1763년 11월 27일)는 파르마 공작 필리포와 그의 아내 프랑스의 루이즈엘리자베트 사이에서 낳은 딸이었다. 후에 신성 로마 황제가 되는 요제프 대공과 결혼하지만, 천연두에 걸려서 21살의 나이로 사망한다.

## 생애

### 젊은 시절

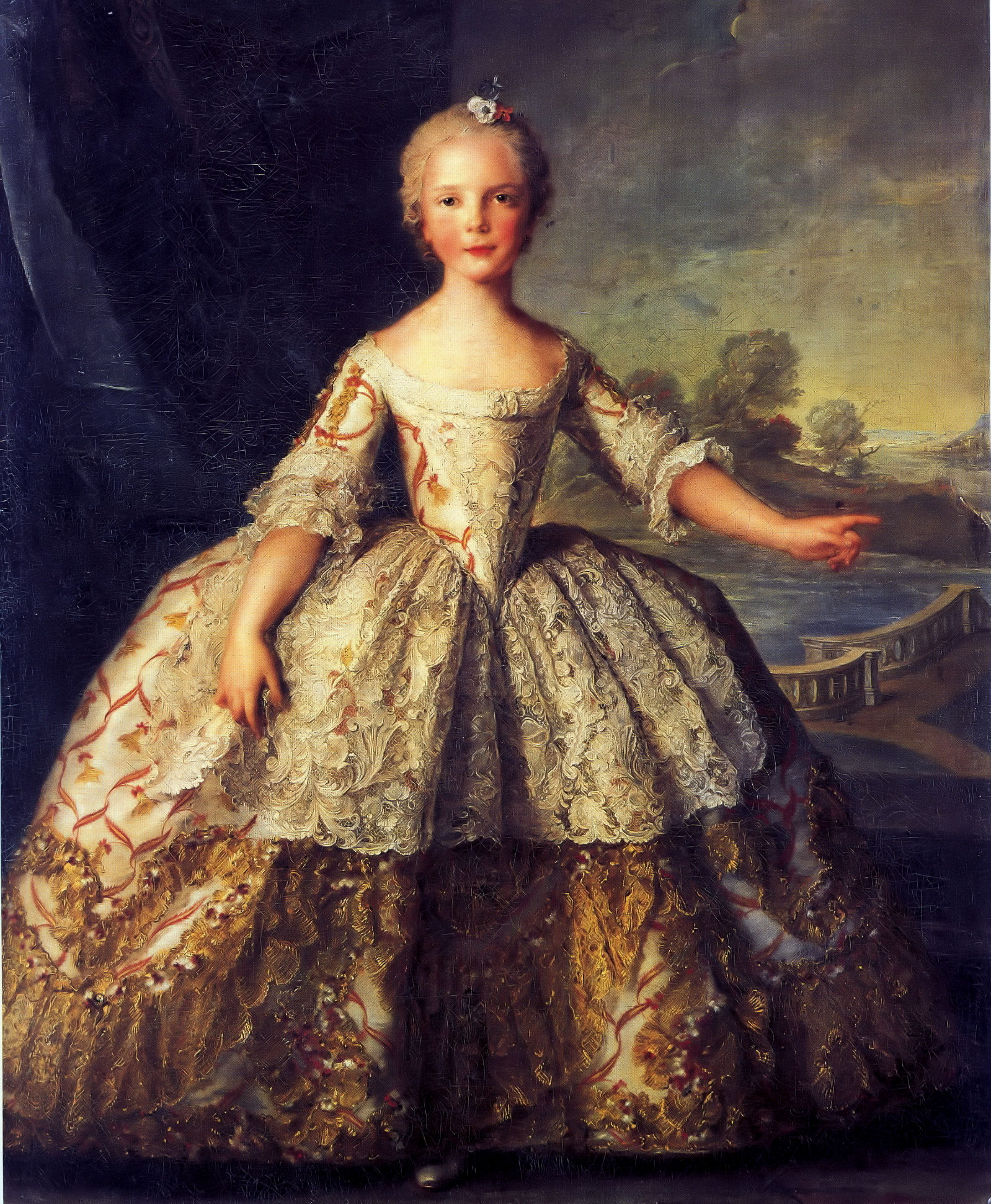
어릴 적의 이사벨라

그녀는 마드리드의 부엔 레티로 궁전에서 태어났는데, 출생 당시엔 스페인의 인판타였다. 그러나, 7년 전쟁에서 오스트리아가 패배하면서, 파르마 공국을 스페인에 할양하게 되고, 그녀의 아버지가 파르마 공작이 되면서, 스페인의 인판타 작위를 잃고 파르마의 공녀 작위를 얻었다. 그녀는 바이올린 연주와 신학, 철학에도 재능을 나타냈다. 그러나 그녀의 어머니가 사망하자 그녀는 우울증에 걸리게 된다.

### 결혼
그녀는 오스트리아와 헝가리, 보헤미아의 상속자인 요제프 대공과 결혼하였다. 지적이면서 아름다운 이사벨라는 요제프가 그녀를 사랑하도록 만들었다. 그러나, 그녀는 요제프보다도 그의 여동생인 마리아 크리스티나 여대공을 더 좋아하게 되는데, 이는 그녀가 마리아 크리스티나에게 보낸 편지중 일부 내용이다.
잔인한 자매여, 비록 나는 방금 전에 그대를 떠나왔지만 이렇게 또 그대에게 편지를 써요. 내 운명을 알게 될 때를 기다리는건 참을 수 없어요. 그리고 그대가 나를 사랑할만한 사람으로 여기는지, 그렇지 않은지, 아니면 나를 강에 던져버리고 싶은지 알게되는 것도요. 내가 사랑에 깊이 빠져있다는건 뿐에 나는 아는게 없네요.

이런 이사벨라의 레즈비언적 사랑은 마리아 크리스티나가 다른 남자를 사랑할 때에도 계속된다.

### 출산과 말년
1761년 3월 20일 그녀는 첫 아이를 낳게 되고, 아이의 할머니 이름을 따서 마리아 테레지아라는 이름을 붙인다. 이사벨라는 출산 때의 엄청난 고통 때문에 다신 임신하길 싫어했지만, 남자 후계자를 원하는 마리아 테레지아와 요제프 대공 때문에 다시 임신을 하게 된다. 그 후 두 번의 유산을 하였으며, 다시 한 번의 아이를 가지게 되었지만, 임신 도중에 천연두에 걸리게 되고, 우울증이 심해져, 죽음에 집착하게 된다. 1763년 11월 22일 둘째 아이를 낳았으나, 여자 아이였다. 아이의 이름은 이사벨라가 좋아하는 시누이의 이름을 따와 마리아 크리스티나가 되었다. 하지만 아이는 얼마 못 가 사망하며, 이사벨라 역시 두 번째 아이를 출산하고 5일 뒤에 사망한다.